# Veit Dietrich
Veit Dietrich (Nürnberg, 1506. december 8. – Nürnberg, 1549. március 25.) német teológus, író, reformátor.

## Élete
A wittenbergi egyetemen tanult, ahol Philipp Melanchthon és Luther Márton hatása alá került. Utóbb Luther titkára lett,  és mindenhova elkísérte. 1535-ben a nürnbergi Sankt Sebald-templomban lett prédikátor. Kiadta Luther előadásait. Kiemelkedő jelentőségű az Agendbüchlein című műve (1543), amely 1799-ig használatban maradt. Két kötetnyi gyermekeknek szóló prédikációt is írt. Része volt a reformáció regensburgi elterjedésében.

## Művei
- Christliche, ware, und tröstliche auszlegung etlicher der schönsten, lieblichsten, und tröstlichsten sprüche S. Johannis. Welche der Ehrwirdige herr Veyt Dietrich vor seinem ausz diesem zeytlichen leben abschied, allen frummen Christen zu nutz. trost, und seligen Valete zu schreyben dictiret hat. Clausenburg [recte Nürnberg], [1549], (Georgius Hoffgreff) [recte Johann von Berg – Ulrich Neuber?] 8-rét 68 számozatlan levél.[2]
- Dietrich, Veit (1506-1549) (evangélikus teológus): Agend-Büchlein für die Pfarrherren auff dem Land. Nürnberg : [Johann von Berg und Ulrich Newber], 1553. 123 l.[3]